# Mira (kommun), Spanien
Mira är en kommun i Spanien.   Den ligger i provinsen Provincia de Cuenca och regionen Kastilien-La Mancha, i den centrala delen av landet, 210 km öster om huvudstaden Madrid. Antalet invånare är 1 051.